# Liste ordinaler Skalen
In der Praxis werden viele Variablen nicht auf Basis einer Kardinalskala (Intervall- und Verhältnisskala) gemessen, sondern auf Basis einer Ordinalskala (daneben gibt es noch die Nominalskala). Die Gründe hierfür können verschiedener Art sein, z. B. die Variable kann nicht direkt gemessen werden (Einstellungen), die Wahrnehmung durch den Menschen ist nicht linear (Lautstärke), eine schnelle Einschätzung ist nötig (Verletzungen) usw.
| Name der Skala                                         | Sachgebiet                  | Stufen                                                  | Wertebereich                                                     | Einsatzzweck                                                                        |
| ------------------------------------------------------ | --------------------------- | ------------------------------------------------------- | ---------------------------------------------------------------- | ----------------------------------------------------------------------------------- |
| Allport-Skala                                          | Sozialpsychologie           | 5                                                       | 1 bis 5                                                          | Erfassung von Vorurteilen/Diskriminierung in einer Gesellschaft in Stufen           |
| Chinesische seismische Intensitätsskala                | Erdbebenskala               | 12                                                      | I bis XII                                                        | Intensitätsskala für Erdbeben der Volksrepublik China                               |
| Danjon-Skala                                           | Astronomie                  | 5                                                       | 0 bis 4                                                          | Helligkeit von Mondfinsternissen                                                    |
| Denzel-Alpenstraßen-Skala                              | Verkehrswesen               | 5                                                       | 1 bis 5                                                          | Fahrtechnische Schwierigkeitsgrade für Pass- und Bergstraßen in den Alpen           |
| Douglas-Skala                                          | Geowissenschaften           | 10                                                      | 0 bis 9                                                          | Skala zur Beschreibung der Höhe einer Dünung auf See                                |
| ESI-Skala                                              | Erdbebenskala               | 12                                                      | I bis XII                                                        | Intensitätsskala für Erdbeben der International Union for Quaternary Research       |
| Europäische Gefahrenskala für Lawinen                  | Katastrophenschutz          | 5                                                       | 1 bis 5                                                          | Bewertungsskala für die Einschätzung der Lawinengefahr in den Bergen                |
| Europäische Makroseismische Skala                      | Erdbebenskala               | 12                                                      | I bis XII                                                        | Intensitätsskala für Erdbeben der europäischen Länder                               |
| Forel-Ule-Skala                                        | Biologie                    | ?                                                       | ?                                                                | Skala zur Bestimmung der Farbe eines Gewässers                                      |
| Fujita-Skala                                           | Wind                        | 13                                                      | F0 bis F12                                                       | Schadensklassifikation für Starkwinderscheinungen                                   |
| Glasgow Coma Scale                                     | Diagnostik                  | 6                                                       | 1 bis 6 Punkte                                                   | Skala zur Abschätzung einer Bewusstseinsstörung                                     |
| Global-Assessment-of-Functioning-Skala                 | Medizin                     | 11                                                      | 0 bis 100                                                        | Skala zur Erfassung des allgemeinen Funktionsniveaus einer Person                   |
| Hamilton-Skala                                         | Psychologie                 | ?                                                       | verschiedene Varianten                                           | Schwere einer depressiven Störung                                                   |
| Hüsler-Skala                                           | Klettern                    | 6                                                       | K1 bis K6 (auch: A bis F)                                        | Schwierigkeitsskala für Klettersteige                                               |
| Internationale Bewertungsskala für nukleare Ereignisse | Kernenergie                 | 8                                                       | 0 bis 7                                                          | Skala für sicherheitsrelevante Ereignisse in kerntechnischen Anlagen                |
| JMA-Skala                                              | Erdbebenskala               | 8                                                       | 0 bis 7                                                          | Erdbebenstärkenklassen der Japan Meteorological Agency                              |
| Kardaschow-Skala                                       | Exobiologie                 | 3                                                       | I bis III                                                        | Einordnung der technologischen Entwicklungsstufe einer Zivilisation                 |
| Kinsey-Skala                                           | Sexualwissenschaft          | 7                                                       | 0 bis 6 und X für Keine sozio-sexuellen Kontakte oder Reaktionen | Bewertung über die sexuelle Orientierung eines Menschen                             |
| Medwedew-Skala                                         | Erdbebenskala               | 9                                                       | I bis IX                                                         | Intensitätsskala für Erdbeben in der UdSSR                                          |
| Medwedew-Sponheuer-Kárník-Skala                        | Erdbebenskala               | 12                                                      | I bis XII                                                        | Intensitätsskala für Erdbeben in der UdSSR                                          |
| Mercalliskala                                          | Erdbebenskala               | 12                                                      | I bis XII                                                        | Intensitätsskala für Erdbeben                                                       |
| Mohs-Härte                                             | Mineralogie                 | 10                                                      | 1 bis 10                                                         | Härte von Mineralen                                                                 |
| OECD-Skala                                             | Ökonometrie                 | 3                                                       | --                                                               | Wichtungsfaktor zur internationalen Vergleichbarkeit von Einkommensberechnungen     |
| Ōmoriskala                                             | Erdbebenskala               | 7                                                       | I bis VII                                                        | Abschätzung der seismischen Intensität von Erdbeben in Japan                        |
| Ringelmann-Skala                                       | Umweltschutz                | 6                                                       | Weiß, Grauwert 1 bis 4 und Schwarz                               | Skala für die Opazität von Rauch oder Staub                                         |
| Rossi-Forel-Skala                                      | Erdbebenskala               | 10                                                      | I bis X                                                          | Historische Skala für die Erdbebenintensität                                        |
| SAC-Berg- und Hochtourenskala                          | Bergsteigen                 | 7                                                       | L/WS/ZS/S/SS/AS/ES                                               | Schwierigkeitsskala für hochalpine Fels- und Eistouren                              |
| SAC-Wanderskala                                        | Bergsteigen                 | 6                                                       | T1 bis T6                                                        | Bewertung von Bergwanderwegen                                                       |
| Saffir-Simpson-Hurrikan-Windskala                      | Wind                        | 5                                                       | Hurrikan Kategorie 1 bis 5                                       | Skala für Hurrikane                                                                 |
| Schwierigkeitsskala (Klettern)                         | Klettern                    | --                                                      | --                                                               | Schwierigkeitsskalen beim Klettern und Bergsteigen                                  |
| Schwierigkeitsskala (Skipisten)                        | Skipiste                    | 3 (Alpen) / 4 (Nordamerika) / 5 (Schweden und Norwegen) | Farbskala / Farb- und Symbolskala / Farb- und Symbolskala        | Schwierigkeitsskalen für Skipisten in den Alpen, Nordamerika, Norwegen und Schweden |
| Sieberg-Skala                                          | Erdbebenskala               | 6                                                       | I bis VI                                                         | Skala für die Stärke von untermeerischen Erdbeben                                   |
| TORRO-Skala                                            | Wind                        | 10                                                      | T1 bis T10                                                       | Skala zur Erfassung der Intensität eines Tornados oder Starkwindereignissen         |
| Turiner Skala                                          | Astronomie                  | 11                                                      | 0 bis 10 / Farbskala                                             | Skala für das Einschlagsrisiko von Asteroiden und Kometen                           |
| Wildwasserschwierigkeitsskala                          | Kanusport                   | 6                                                       | I bis VI                                                         | Skala zur Bewertung der Schwierigkeit eines Wildwassers                             |
| Zeigerwerte nach Ellenberg                             | Vegetationskunde Geobotanik | 9 (12)                                                  | 1 bis 9 (bis 12) plus Ergänzungen                                | Skala zur Erfassung des Verhaltens von Pflanzenarten entlang eines Umweltgradienten |